# Cayetano Hilario Abellán

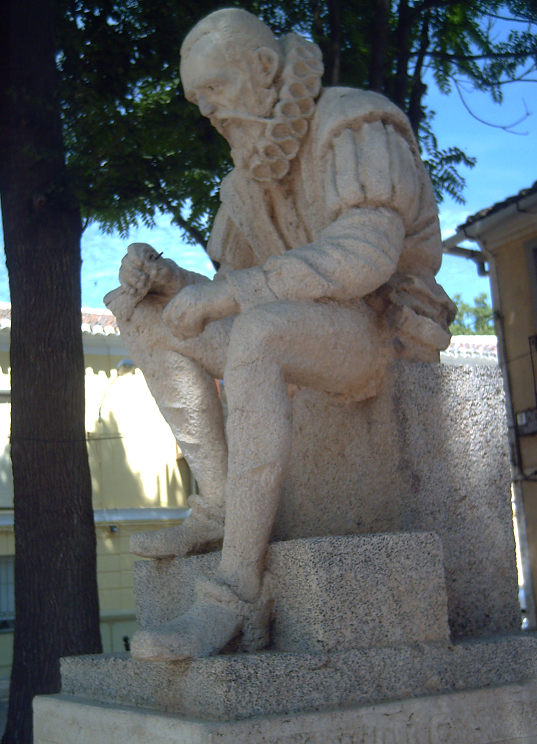
De schrijver Miguel De Cervantes

Cayetano Hilario Abellán (Argamasilla de Alba, 21 mei 1916  – 1997) was een Spaanse autodidactische beeldhouwer. Hij is onder meer bekend vanwege een groep beelden van de personages uit de roman De vernuftige edelman Don Quichot van La Mancha van Cervantes.

## Biografie
Hilario Abellán was de zoon van Cayetano Hilario, burgemeester van Argamasilla de Alba tijdens de Tweede Republiek en de Spaanse Burgeroorlog, en Juliana Abellán. Hij was de derde van zes zonen. Hij verloor tijdens de burgeroorlog een van zijn broers, Julián Hilario. Tijdens het bewind van Franco sloot Hilario Abellán zich aan bij de communistische partij. Hij belandde, net als anderen die tegen de nationalisten hadden gevochten in de Spaanse Burgeroorlog, in de jaren 1944-1945 in de gevangenis.
Hij vond zijn passie in beeldhouwen op jeugdige leeftijd, maar hij begon zijn carrière als metselaar en leerde zichzelf beeldhouwen in zijn vrije tijd. Pas toen de burgeroorlog voorbij was, veranderde hij zijn carrière en werd beeldhouwer. Zijn sculpturen zijn te zien in Argamasilla de Alba en andere dorpen in de omgeving. Zijn belangrijkste inspiratiebron was het boek Don Quijote de La Mancha, waarvan wordt gezegd dat het gedeeltelijk in Argamasilla de Alba is geschreven.
Hilario Abellán stierf in 1997. In 2016 werden in Argamasilla de Alba twee gedenkplaten opgericht die herinneren aan de plaatsen waar Hilario Abellán woonde en werkte.